# Algimantas Dailidė
Algimantas Mykolas Dailidė (Kaunas, 12 marzo 1921 – 19 marzo 2015) è stato un militare lituano, funzionario della Polizia di Sicurezza Lituana (nota anche come Saugumas) voluta dai dirigenti nazisti durante la seconda guerra mondiale.
Dopo la guerra cercò rifugio negli Stati Uniti, spacciandosi per "guardaboschi", dove visse sia in Florida che a Cleveland, in Ohio, lavorando come agente immobiliare fino a quando non si ritirò a Gulfport, in Florida. La sua cittadinanza fu revocata nel 1997 e fuggì in Germania nel 2004.

## Biografia
Nacque a Kaunas nel 1921. Si unì alla Polizia di Sicurezza Lituana nel 1941, rimase fino al 1944 quando fuggì dalla Lituania in Germania come rifugiato. Si recò negli Stati Uniti nel 1950 come immigrato fuori quota con un visto DPA.
Nel 2006, un tribunale lituano lo condannò per aver arrestato e giustiziato dodici ebrei e due polacchi che tentavano di fuggire dal ghetto di Vilnius. Fu condannato a una pena detentiva di 5 anni, non applicata "perché è molto anziano e non rappresenta un pericolo per la società".
Nel 2008, Haaretz riferì che abitava a Kirchberg in Germania: i database online confermano che Dailidė morì nel 2015 e fu sepolto nel cimitero di Spring Grove a Medina negli Stati Uniti, eppure fu incluso nell'elenco del 2019 dei criminali di guerra nazisti da perseguire.